# Sundered
Sundered est un jeu vidéo de type metroidvania développé et édité par Thunder Lotus Games, sorti en 2017 sur Windows, Mac, Linux ,PlayStation 4 et Nintendo switch. Le jeu sort également le 26 mai 2020 sur Google Stadia.
Il s'agit du deuxième jeu de Thunder Lotus Games après Jotun.

## Accueil
- IGN : 7,8/10[1]